# Parada de Lucentum (TRAM Alacant)
Lucentum és una parada del TRAM Metropolità d'Alacant que connecta les línies 1, 3, 4 i 5. Es troba entre els barris de l'Albufereta i el de Platja de Sant Joan.

## Característiques
És una parada important de la xarxa, ja que s'hi realitzen transbords entre les línies 1, 3, 4 i 5 (les dues primeres van cap al nord per la costa, mentre que les dues últimes van cap a la platja de Sant Joan; les tres primeres tenen el seu origen al centre de la ciutat, a la plaça dels Estels, mentre que la línia 5 parteix de la platja del Postiguet). La parada compta amb tres vies i tres andanes. Hi ha un aparcament dissuasiu gratuït a la vora.

## Accessos
S'accedeix a la parada principalment des del carrer Virgili; alguns carrers importants molt propers són Diana i Caixa d'Estalvis.

## Parades contigües
Des del centre d'Alacant, la parada anterior de la línia 1 és la Illeta i següent, el Campello. Pel que fa a la línia 3, la parada anterior és l'Albufereta i la següent, Condomina. L'Albufereta és també la parada anterior de les línies 4 i 5; en aquest cas, la parada següent és Miriam Blasco.
Hi ha dues parades de bus a la vora, de la línia 9: Olimp 45 i Miriam Blasco 20-22.